# Ninür (album de Savant)
Albums de Savant
Vario
(2012)
Ninür est le troisième album du producteur d'electronic dance music norvégien Aleksander Vinter, et son premier sous le nom de Savant.

## Liste des pistes[1]
| 1.    | You Can Play                       | 4:09 |
| 2.    | Bach To The Phuture                | 1:53 |
| 3.    | Ocarine                            | 3:47 |
| 4.    | Ninür                              | 4:46 |
| 5.    | The Third Eye                      | 4:01 |
| 6.    | Gunslinger Jones                   | 6:10 |
| 7.    | I Want You                         | 3:37 |
| 8.    | Rabbit Whore (feat. Blood Command) | 5:29 |
| 9.    | Rollercoaster                      | 4:05 |
| 10.   | Holy Ghost                         | 3:51 |
| 11.   | Make You Dream                     | 4:03 |
| 12.   | The A Team                         | 4:53 |
| 13.   | Omni (feat. Vinter In Hollywood)   | 7:37 |
| 58:23 |                                    |      |